# スティーヴ・カリヤ
スティーヴ・テツオ・カリヤ（Steve Tetsuo Kariya、1977年12月22日 - ）は、カナダ連邦ブリティッシュコロンビア州ノースバンクーバー出身の元プロアイスホッケー選手。日系三世。
元プロアイスホッケー選手のポール・カリヤは兄。

## 経歴
兄と同じメイン大学に進学し、1999年度には NCAA男子アイスホッケー選手権で優勝。
1999-2000年シーズンから2001-02年シーズンまで地元のNHLチームのバンクーバー・カナックスと傘下のAHLを行き来する。
2002-03年と2003-04年シーズンをAHLで過ごし、2004-05年シーズンから活躍の場を欧州に移す。
2004-05年シーズンはフィンランドのトップリーグSMリーガ所属のIlves Tampere で、24ゴール35アシストの合計59ポイントでリーグのポイント王となる。
2005-06年シーズンはフィンランドのBluesに所属、2006-07年シーズンはスウェーデンのエリテセリエンのVastra Frolunda HC Goteborg に所属した。